# Aurel Tămaș

Aurel Tămaș (n. 16 aprilie 1961, Borșa, județul Cluj) este un cunoscut cântăreț de muzică populară și ușoară din România.

## Biografie

S-a născut la Borșa, din părinți țărani Ana și Aurel, tatăl său fiind de proveniență din Jucu, având încă 4 frați: Anuța, Gheorghe, Sandu și Irina. Mama acestuia obișnuia să le cânte copiilor, care a inspirat dragostea de muzică pentru copii cuplului.
În Borșa, Tămaș cântă pentru prima dată, interpretând la acordeon cântecul ”Prin pădurea bradului”, într-un spectacol de sfârșit de an școlar. În familie dragostea pentru muzică este încurajată, instrumente primind și cei 2 frați, Gheorghe un taragot și Sandu un set de tobe.

### Studiile
În 1976 își începe studiile liceale la Cluj-Napoca, în aceeași perioadă activând și în Cenaclul Literal Artistic “Azur” unde a înființat și prima formație mixtă, populară și ușoară pe care o și dirija. În perioada studiilor compune și primele piese de muzică ușoară și populară și recunoaște rolul esențial avut de profesoara sa de muzică din această perioadă.

## Carieră

##### Până în 1990
După satisfacerea stagiului militar, Tămaș se angajează la “Armătura” Cluj, unde a lucrat timp de 1 an de zile ca și turnător-formator, ulterior fiind transferat la întreprinderea “Metalul Roșu” unde preia orchestra “Nădășelul”, alături de care participă la primele concursuri naționale și internaționale, în paralel activând ca și instrumentist și în orchestra ansamblului “Rapsodia Someșană” din Cluj, condusă de Alexandru Tămaș, alături de care își înregistrează primele piese la Radio Cluj.
Participă la concursuri și turnee începând cu 1984 în Bulgaria, Ungaria și Turcia cu Ansamblul “Nădășelul”, iar un an mai târziu cu Ansamblul “Rapsodia Someșană” în Franța și Italia. Până în 1989, a colaborat și cu “Ansamblul Mărțișorul”.

##### După 1990
În 1991 a plecat ca și acompaniator în America, împreună cu Dumitru Fărcaș, turneu în care Tămaș și cântă, nu doar ca și instrumentist. Debutează la televiziunea națională în 1992 la o emisiune de Crăciun, după care participă la festivalul “Cerbul de Aur” care îi crește notorietatea. În anul 1994 împreună cu profesorul Aurel Bulbuc înființează ansamblul “Dor Transilvan" din cadrul Companiei de Transport Public Cluj-Napoca. Imprimă multiple albume de muzică populară transilvăneană, colinde, romanțe și începând cu lansarea albumului „Trup de vânt”, albume de muzică ușoară. 
Ulterior devine o prezență regulată în spațiul audio-vizual prin participări la multiple emisiuni și la varii manifestări cultural-artistice.

## Discografie[3]
- Aurel Tămaș (Roton, 1998)
- Trup de vânt (Digital Dark Vision, 1999)
- Ce-o avea lumea cu mine (Roton, 2003)
- Noapte bună, mamă! (Roton, 2003)
- Furtuni de vise (Roton, 2005)